# Bunji Garlin
Ian Antonio Alvarez (Wallerfield, Trinidad y Tobago; 14 de julio de 1978), más conocido como Bunji Garlin, es un cantante, productor discográfico y compositor de Reggae, Soca y Dancehall.
Se casó con la también cantante Fay-Ann Lyons el 23 de diciembre de 2006, hija del exitoso cantante de soca Superblue. Es también el segundo primo del cantante Patrice Roberts con quien compartió escenario junto al popular Machel Montano.

## Discografía
- 1999: The Chronicles
- 2002: Revelation
- 2003: Black Spaniard
- 2004: Graceful Vengeance
- 2005: Flame Storm
- 2006: Next Direction
- 2007: Global
- 2008: Fiery
- 2012: "iSpaniard"
- 2013: The Viking
- 2014: Differentology[3]
- 2017: Turn Up